# سر الغائب (فلم)
سر الغائب هو فيلم مصري عرض عام 1962، بطولة رشدي أباظة وتحية كاريوكا وحسن يوسف وتوفيق الدقن، ومن إخراج كمال عطية.

## قصة الفيلم
تاجر ثري احتكر تجارة الحبوب وكان يلجأ لإخفائها من حين لأخر كي يتلاعب بأسعارها في السوق، بهذه الطريقة يكون ثروة كبيرة، فجأة يختفي التاجر ويترك زوجته التي تفشل في معرفة سر اختفائه المفاجئ. يعمل عندها شاب محاسب سرعان ما يقع في حبها بل يساعدها في نفس الوقت على إدارة المتجر الكبير.

## طاقم التمثيل
- رشدي أباظة: (أنور بهجت)
- تحية كاريوكا: (ضحى عبد الوهاب)
- حسن يوسف: (حسونة)
- توفيق الدقن: (سعيد المنهراوي)
- عبد الخالق صالح: (محمد زايد البوشي)
- عبد الغني النجدي: (أحمد - المخبر)
- سعيد خليل: (الزناتي)
- محمد صبيح: (مرسي)
- ليندا بدوي: (بهيجة)
- ناهد سمير: (زوجة خليل)
- نوال الصغيرة: (نعيمة - خادمة ضحى)
- إبراهيم قدري: (مهدي)
- زكي إبراهيم: (خليل)
- توفيق المردنلي
- عدوي غيث
- أحمد أبو عبية: (قرني)
- عبد الحميد بدوي: (المرسال المزيف)
- محسن عطية
- مصطفى كمال
- محمد طه: (غناء)
- صالح الإسكندراني: (عم أحمد - البواب)
- مطاوع عويس

## فريق العمل
- إخراج: كمال عطية
- قصة: رشدي أباظة
- سيناريو وحوار: كمال عطية، نسيم شحاتة
- مدير التصوير: كليليو
- مونتاج: عبد العزيز فخري
- إنتاج: أفلام رشدي أباظة
- توزيع داخلي: أفلام رشدي أباظة
- توزيع خارجي: المتحدة للسينما (صبحي فرحات)